# Marie Klimešová-Máchová
Marie Klimešová-Máchová (4. září 1896 Královské Vinohrady – 25. prosince 1941 Praha) byla česká pedagožka, tanečnice a primabalerina.

## Životopis
Rodiče Marie Klimešové-Máchové byli František Klimeš (4. 4. 1871), akademický malíř z Kaňku a Josefa Klimešová-Neumannová (1876) z Prahy. Svatbu měli roku 1895. Měla sestry Julii Klimešovou (1898) a Štěpánku Polákovou-Klimešovou (1900–1974), tanečnici a pedagožku. Jejím prvním manželem byl Otakar Mácha (31. 1. 1895), operní pěvec, svatbu měli 5. 12. 1918 v Praze na Smíchově. Druhým manželem byl Stanislav Švadlena (7. 10. 1914), baletní umělec, choreograf, pedagog, žák Marie Klimešové-Máchové, svatbu měli 2. 12. 1939 v Brně.
Marie Klimešová-Máchová byla žačkou Achile Viscusiho, primabalerina Národního divadla v Praze (1914–1917), tanečnicí a baletní mistryní Městského divadla na Královských Vinohradech (1916–1921). Hostovala v divadlech v Brně a v Berlíně. Hrála v několika filmech, např. Amorka v Pěti smyslech života. Byla majitelka první baletní klasické školy v Praze. V Praze XVI Smíchov bydlela na adrese Švédská 14, v Brně-Židenicích na adrese Divišova 91.

## Dílo

### Baletnísujet
- V tajemných hlubinách oceánu: fantastická scéna taneční pro šibřinky, akademie, divadla a letní provedení v přírodě – Maria Klimešová-Máchová; libreto od St. Roubalíka; hudba od Gustava Rooba; tance tělocvičným názvoslovím popsal J. Kutina. Praha: nákladem „Besedních pořadů“, 1928
- Aeterna
- Píseň o lidském srdci
- Pohádka o sv. Mikuláši
- Faun